# 나카가와정 (도치기현)
나카가와정(일본어: 那珂川町 나카가와마치[*])은 일본 도치기현 북동부에 있는 나스군의 정이다. 2005년 10월 1일에 나스군 오가와정과 바토정이 합병하여 성립하였다.

## 인접하는 지자체
- 도치기현
  - 오타와라시
  - 사쿠라시
  - 나스카라스야마시

- 이바라키현
  - 히타치오미야시
  - 구지군 다이고정

## 역사
- 2005년 10월 1일 - 나스군 오가와정과 바토정이 합병해 나카가와정이 성립하였다. 나카가와라는 이름은 정을 관통하는 나카가와강에서 따왔다.
- 2013년 10월 4일 - 고이사고(小砂) 지역이 '일본에서 가장 아름다운 마을' 연합에 가입해 인증되었다.

## 인구
| 연도 | 인구   | ±%     |
| ---- | ------ | ------ |
| 1960 | 29,256 | —      |
| 1970 | 24,138 | −17.5% |
| 1980 | 22,704 | −5.9%  |
| 1990 | 22,383 | −1.4%  |
| 2000 | 20,999 | −6.2%  |
| 2010 | 18,460 | −12.1% |

## 교통

### 도로
- 국도 293호선
- 국도 294호선
- 국도 400호선(일본어판)
- 국도 461호선

## 출신 유명인
- 이시이 가즈나리(石井一成) - 오가와나카 클럽, 오가와 중학교 출신
- 기타지마 히데요시(北島秀朝) - 와카야마현령, 사가현령, 나가사키현령
- 나스노 요이치(那須与一) - 겐지의 무사
- 야마자키 사야카(山崎さやか) - 만화가